# Andre Fili
André Fili (Federal Way, 25 de junho de 1990) é um lutador estadunidense de artes marciais mistas que atualmente compete na categoria peso-pena do Ultimate Fighting Championship.

## Carreira no MMA
Fili fez sua estreia no MMA profissional no dia 12 de dezembro de 2009 contra Anthony Motley. Fili venceu por nocaute técnico e venceu suas três lutas seguintes, também por nocaute técnico. Fili sofreu sua primeira derrota contra o veterano do Strikeforce, Derrick Burnsed.
Fili se recuperou da perda após vencer suas oito lutas seguintes, incluindo uma vitória sobre outro veterano do Strikeforce, Alexander Crispim.

### Ultimate Fighting Championship
Fili fez sua estreia na promoção em 19 de Outubro de 2013 no UFC 166 contra Jeremy Larsen. Fili, que estava no meio de um camp de treinamento para uma luta na categoria de peso meio-médio em outra promoção, aceitou a luta dos penas em curto prazo (duas semanas) para substituir um lesionado Charles Oliveira. A luta foi disputada em um peso casado, como Fili foi incapaz de fazer o peso necessário. Fili venceu a luta por nocaute técnico no segundo round.
Fili enfrentou Max Holloway em 26 de Abril de 2014 no UFC 172. Fili perdeu por finalização (guilhotina) no terceiro round.
Fili era esperado para enfrentar Sean Soriano no dia 5 de Setembro de 2014 no UFC Fight Night: Jacaré vs. Mousasi.  No entanto, Fili se lesionou e foi substituído por Chas Skelly.
Fili enfrentou o brasileiro Felipe Arantes em 25 de Outubro de 2014 no UFC 179. Ele venceu por decisão unânime.
Fili lutou novamente no Brasil contra um brasileiro, dessa vez contra Godofredo Castro em 21 de Março de 2015 no UFC Fight Night: Maia vs. LaFlare. Diferente da outra oportunidade, Fili saiu derrotado por finalização.
Fili era esperado para enfrentar Clay Collard em 5 de Setembro de 2015 no UFC 191. No entanto, uma lesão tirou Fili da luta e ele foi substituído por Tiago dos Santos.
Ele enfrentou o vencedor do TUF América Latina Gabriel Benítez em 21 de Novembro de 2015 no The Ultimate Fighter: América Latina 2 Finale. Fili venceu a luta por nocaute no primeiro round.
Fili enfrentou Yair Rodríguez em 23 de Abril de 2016 no UFC 197. Fili saiu derrotado por nocaute no 2° round.

## Cartel no MMA
| Cartel no MMA   |             |            |
| 30 lutas        | 21 vitórias | 8 derrotas |
| Por nocaute     | 9           | 2          |
| Por finalização | 3           | 2          |
| Por decisão     | 9           | 4          |
| No contest      | 1           | 1          |

| Res.    | Cartel   | Oponente          | Método                               | Evento                                | Data       | Round | Tempo | Local                        | Notas                            |
| ------- | -------- | ----------------- | ------------------------------------ | ------------------------------------- | ---------- | ----- | ----- | ---------------------------- | -------------------------------- |
| NC      | 21-8 (1) | Daniel Pineda     | Sem Resultado (dedada no olho)       | UFC Fight Night: Gane vs. Volkov      | 26/06/2021 | 2     | 0:46  | Las Vegas, Nevada            |                                  |
| Derrota | 21-8     | Bryce Mitchell    | Decisão (unânime)                    | UFC Fight Night: Hall vs. Silva       | 31/10/2020 | 3     | 5:00  | Las Vegas, Nevada            |                                  |
| Vitória | 21-7     | Charles Jourdain  | Decisão (dividida)                   | UFC Fight Night: Eye vs. Calvillo     | 13/06/2020 | 3     | 5:00  | Las Vegas, Nevada            |                                  |
| Derrota | 20-7     | Sodiq Yussuf      | Decisão (unânime)                    | UFC 246: McGregor vs. Cowboy          | 18/01/2020 | 3     | 5:00  | Las Vegas, Nevada            |                                  |
| Vitória | 20-6     | Sheymon Moraes    | Nocaute (chute na cabeça e socos)    | UFC Fight Night: de Randamie vs. Ladd | 13/07/2019 | 1     | 3:07  | Sacramento, Califórnia       | Performance da Noite.            |
| Vitória | 19-6     | Myles Jury        | Decisão (unânime)                    | UFC on ESPN: Ngannou vs. Velasquez    | 17/02/2019 | 3     | 5:00  | Phoenix, Arizona             |                                  |
| Derrota | 18-6     | Michael Johnson   | Decisão (dividida)                   | UFC Fight Night: Gaethje vs. Vick     | 25/08/2018 | 3     | 5:00  | Lincoln, Nebraska            |                                  |
| Vitória | 18-5     | Dennis Bermudez   | Decisão (dividida)                   | UFC on Fox: Jacaré vs. Brunson II     | 27/01/2018 | 3     | 5:00  | Charlotte, Carolina do Norte |                                  |
| Vitória | 17-5     | Artem Lobov       | Decisão (unânime)                    | UFC Fight Night: Cerrone vs. Till     | 21/10/2017 | 3     | 5:00  | Gdańsk                       |                                  |
| Derrota | 16-5     | Calvin Kattar     | Decisão (unânime)                    | UFC 214: Cormier vs. Jones II         | 29/07/2017 | 3     | 5:00  | Anaheim, California          |                                  |
| Vitória | 16-4     | Hacran Dias       | Decisão (unânime)                    | UFC Fight Night: Lineker vs. Dodson   | 01/10/2016 | 3     | 5:00  | Portland, Oregon             | Luta em Peso casado (148,5 lbs). |
| Derrota | 15-4     | Yair Rodríguez    | Nocaute (chute voador na cabeça)     | UFC 197: Jones vs. St. Preux          | 23/04/2016 | 2     | 2:15  | Las Vegas, Nevada            |                                  |
| Vitória | 15-3     | Gabriel Benítez   | Nocaute (chute na cabeça e socos)    | TUF América Latina 2 Finale           | 21/11/2015 | 1     | 3:13  | Monterrey                    | Performance da Noite.            |
| Derrota | 14-3     | Godofredo Castro  | Finalização (triângulo)              | UFC Fight Night: Maia vs. LaFlare     | 21/03/2015 | 1     | 3:14  | Rio de Janeiro               |                                  |
| Vitória | 14-2     | Felipe Arantes    | Decisão (unânime)                    | UFC 179: Aldo vs. Mendes II           | 25/10/2014 | 3     | 5:00  | Rio de Janeiro               |                                  |
| Derrota | 13-2     | Max Holloway      | Finalização (guilhotina)             | UFC 172: Jones vs. Teixeira           | 26/04/2014 | 3     | 3:39  | Baltimore, Maryland          |                                  |
| Vitória | 13-1     | Jeremy Larsen     | Nocaute Técnico (socos)              | UFC 166: Velasquez vs. dos Santos III | 19/10/2013 | 2     | 0:53  | Houston, Texas               | Luta em Peso casado (148,5 lbs). |
| Vitória | 12-1     | Adrian Diaz       | Nocaute Técnico (socos)              | WFC 5                                 | 03/03/2013 | 3     | 1:29  | Sacramento, Califórnia       |                                  |
| Vitória | 11-1     | Enoch Wilson      | Decisão (unânime)                    | TPF 15 - Collision Course             | 15/11/2012 | 3     | 5:00  | Lemoore, Califórnia          |                                  |
| Vitória | 10-1     | Ricky Wallace     | Finalização Técnica (chave de braço) | TPF 14 - Validation                   | 07/09/2012 | 2     | 4:08  | Lemoore, Califórnia          |                                  |
| Vitória | 9-1      | Jesse Bowen       | Nocaute técnico (socos)              | WFC - Showdown                        | 09/06/2012 | 1     | 2:57  | Yuba City, Califórnia        |                                  |
| Vitória | 8-1      | Matt Muramoto     | Finalização (triângulo)              | KOTC - All In                         | 21/04/2012 | 1     | 1:59  | Oroville, Califórnia         |                                  |
| Vitória | 7-1      | Alexander Crispim | Decisão (unânime)                    | CCFC - The Return                     | 03/03/2012 | 3     | 5:00  | Santa Rosa, Califórnia       |                                  |
| Vitória | 6-1      | Vaymond Dennis    | Finalização (chave de braço)         | WFC - Bruvado Bash                    | 07/01/2012 | 2     | 1:51  | Placerville, Califórnia      |                                  |
| Vitória | 5-1      | Tony Rios         | Decisão (unânime)                    | CCFC - Fall Classic                   | 08/10/2011 | 3     | 5:00  | Sacramento, Califórnia       |                                  |
| Derrota | 4-1      | Derrick Burnsed   | Nocaute Técnico (lesão)              | Rebel Fighter - Domination            | 02/10/2010 | 5     | 1:22  | Roseville, Califórnia        | Pelo Cinturão Peso-Pena do RF.   |
| Vitória | 4-0      | Tony Reveles      | Nocaute (chute na cabeça)            | RF - Rebel Fighter                    | 21/08/2010 | 1     | 1:01  | Placerville, California      |                                  |
| Vitória | 3-0      | Justin Smitley    | Nocaute técnico (socos)              | Gladiator Challenge - Champions       | 01/052010  | 2     | 1:41  | Placerville, Califórnia      |                                  |
| Vitória | 2-0      | Cain Campos       | Nocaute técnico (socos)              | Gladiator Challenge - Domination      | 06/03/2010 | 1     | 0:16  | Placerville, Califórnia      |                                  |
| Vitória | 1-0      | Anthony Motley    | Nocaute técnico (socos)              | Gladiator Challenge - Chain Reaction  | 12/12/2009 | 1     | 1:01  | Placerville, Califórnia      |                                  |